# Bud Tingelstad
Bud Tingelstad (n. 4 aprilie 1928 - d. 30 iulie 1981) a fost un pilot de curse auto american care a evoluat în Campionatul Mondial de Formula 1 în sezonul 1960.